# Гана на Светском првенству у атлетици на отвореном 2011.
Гана је учествовала на 13. Светском првенству у атлетици на отвореном 2011. одржаном у Тегу од 27. августа до 4. септембра тринаести пут, односно учествовала је на свим првенствима до данас. Репрезентацију Гане представљала су 6 такмичара (5 мушкараца и 1 жена) који су се такмичили у 4 дисципилине (3 мушке и 1 женска)., 
На овом првенству Гана није освојила ниједну медаљу. Није било нових националних ни личних рекорда.

## Учесници
| Мушкарци: - Азиз Закари — 100 м, 4 × 100 м - Емануел Куби — 4 × 100 м - Тим Абејие — 4 × 100 м - Ашад Агјапонг — 4 × 100 м - Игнисиус Гајса — Скок удаљ | Жене: - Маргарет Симпсон — Седмобој |

## Резултати

### Мушкарци
| Атлетичар                                            | Дисциплина | Лични рекорд | Квалификације | Квалификације | Полуфинале            | Полуфинале            | Финале                | Финале       | Детаљи |
| Атлетичар                                            | Дисциплина | Лични рекорд | Резултат      | Место         | Резултат              | Место                 | Резултат              | Место        | Детаљи |
| ---------------------------------------------------- | ---------- | ------------ | ------------- | ------------- | --------------------- | --------------------- | --------------------- | ------------ | ------ |
| Азиз Закари                                          | 100 м      | 9,99         | 10,55         | 6. у гр. 5    | Није се квалификовала | Није се квалификовала | Није се квалификовала | 35 / 71 (75) |        |
| Емануел Куби, Тим Абејие, Ашад Агјапонг, Азиз Закари | 4 х 100 м  | 38,12 НР     | 39,17         | 4. у гр. 1    |                       |                       | Нису се квалификовали | 15 / 18 (23) |        |
| Игнисиус Гајса                                       | Скок удаљ  | 8,43 НР      | 7,92          | 10. у гр. А   | 17 / 32 (36)          |                       | Нису се квалификовали |              |        |

### Жене

#### Седмобој
| Дисциплина    | Маргарет Симпсон | Маргарет Симпсон | Маргарет Симпсон | Маргарет Симпсон | Маргарет Симпсон | Маргарет Симпсон |
| Дисциплина    | Лични рекорд     | Резултат         | Бод.             | Плас.            | Укупно           | Плас.            |
| ------------- | ---------------- | ---------------- | ---------------- | ---------------- | ---------------- | ---------------- |
| 100 м препоне | 13,41            | 13,43 ЛРС        | 1.060            | 8.               | 1.060            | 8.               |
| Скок увис     | 1,85             | 1,80 ЛРС         | 978              | 10.              | 2.038            | 9.-10.           |
| Бацање кугле  | 13,33            | 12,48            | 693              | 19.              | 2.731            | 17.              |
| 200 м         | 24,38            | 25,23            | 866              | 14.              | 3.597            | 19.              |
| Скок удаљ     | 6,32             | 5,88             | 813              | 22.              | 4.410            | 22.              |
| Бацање копља  | 56,36            | 53,13            | 921              | 2.               | 5.331            | 24.              |
| 800 м         | 2:17.02          | 2:17,91          | 852              | 18.              | 6.183            | 12.              |
| Седмобој      | 6.423 НР         |                  |                  |                  | 6.183            | 12 / 24 (28)     |